# ワークブーツ

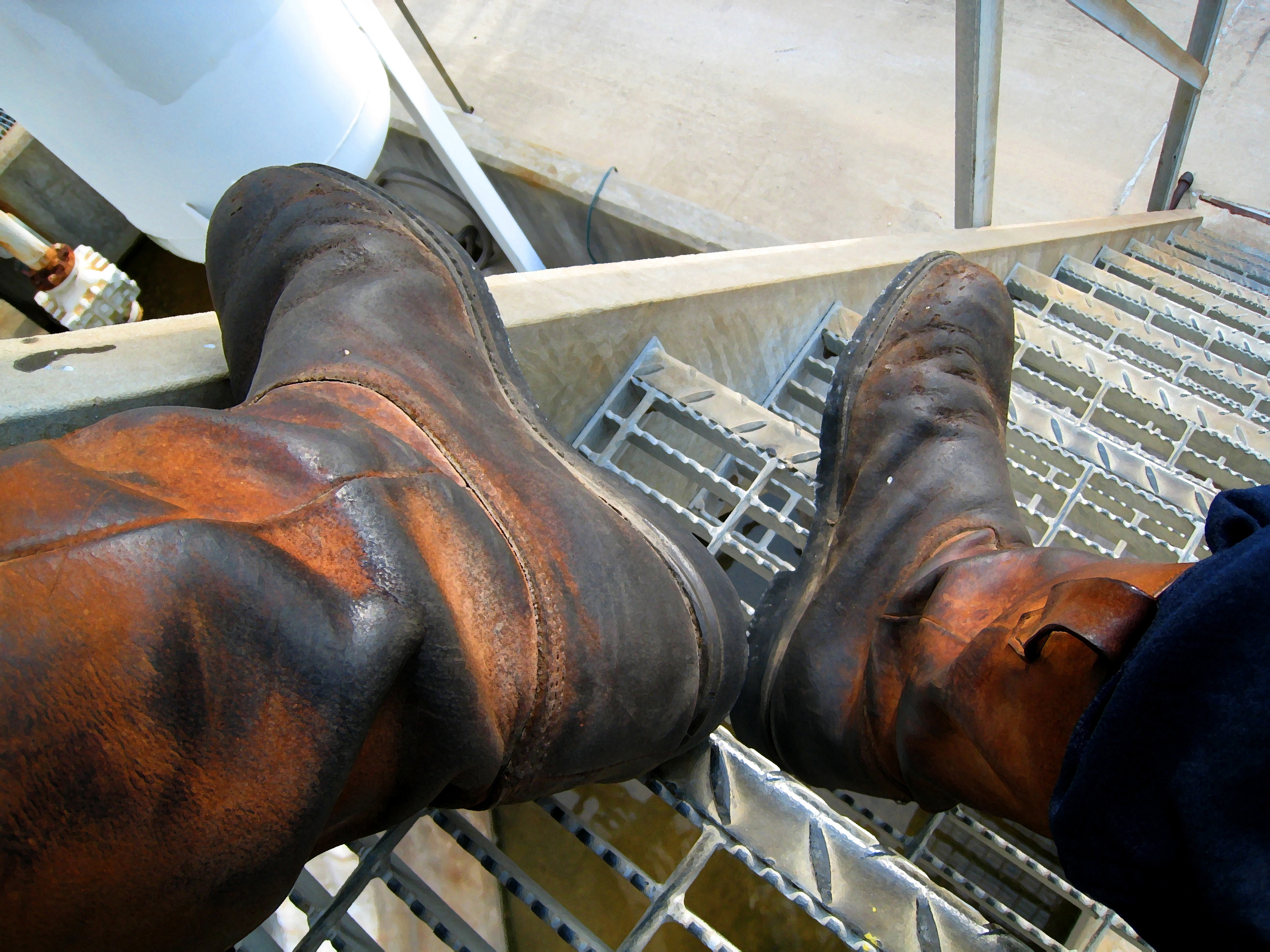
ワークブーツ

ワークブーツ（work boots）とは、広義には、労働者が作業用に履く丈夫なブーツの総称。狭義には、一般的に
くるぶしくらいまでの高さで、鳩目が付いており紐で締め上げる形式の革製ブーツ（編上げブーツ）のこと。モック（モカシン）トゥやプレーントゥ、レーストゥトゥ、キャップトゥなど、形状によって様々なタイプのものが存在する。エンジニアブーツやアウトドアブーツ（登山靴）などを指すこともある。

## ファッションアイテムとして
現在では、ワークブーツはファッションアイテムとしての認知度が高く、主にタウンユースとして扱われる。どんな服とでもコーディネートしやすく、特にジーンズとの相性は抜群である。また、質の良いブーツであれば摩り減ったアウトソールを張り替えることで長年の使用が可能となるが、長期間使用するためには、ミンクオイルなどのシューケア用品を用いて革の手入れをすることが重要である。ワークブーツは、革製のものが多く水洗いに不向きなため、手入れを怠ると革が劣化し雑菌が繁殖、悪臭の原因となるなど非常にデリケートな一面もある。
アメリカ発祥のブーツメーカーが多く、アメリカから日本に広まった。特に、ミネソタ州発祥のブーツブランド、レッドウィングはワークブーツの定番的存在として知名度がある。ホワイツブーツは、その歴史と質実剛健な作りから、しばしば「キング・オブ・ブーツ」と称されるワークブーツ界の最高峰ブランド。

## 代表的なメーカー

### 海外

#### アメリカ
- オールデン（Alden）
- アローモカシン（Arrow Moccasin）
- チペワ（Chippewa Boots）
- コール・ハーン(Cole Haan)
- ダナー（Danner）
- ジョージアブーツ（Georgia Boot）
- グリズリー（Grizzly）
- ハーレーダビッドソン（Harley-Davidson）
- L・L・ビーン（L.L.Bean）
- メレル（Merrell）
- ニックス（Nick's Boots）
- レッドウィング（Red Wing Shoes）
- ラッセルモカシン（Russell Moccasin）
- ソログッド（Thorogood by Weinbrenner）
- ティンバーランド（Timberland）
- ウエスコ（Wesco）
- ホワイツブーツ（White's Boots）
- ウルヴァリン（Wolverine）

#### カナダ
- デイトン（Dayton Boots）
- ビバーグ（Viberg）

#### イギリス
- クラークス（Clarks）
- ドクターマーチン（Dr.Martens）
- トリッカーズ（Tricker's）

#### フランス
- パラブーツ（Paraboot）

#### イタリア
- ディエッメ（Diemme）
- ブッテロ（Buttero）
- マルモラーダ（Marmolada）

#### チェコ
- セボ（CEBO）

#### メキシコ
- ピストレロ（PISTOLERO）

### 日本
- 安藤製靴（Ando Shoe）
- REDCOVER
- ブーツ&ブーツ（Boots & Boots）by カドヤ
- バズリクソンズ（Buzz Rickson's）by 東洋エンタープライズ
- エヴィス（Evisu）
- ザ・フラットヘッド（The Flat Head）
- グリーム (GLEEM）
- ロンウルフ（Lone Wolf Boots）by 東洋エンタープライズ
- ザ・リアルマッコイズ（The Real McCoy's）
- スローウェア（Slow Wear Shoes）
- ボアダム（BOREDOM）
- デデスケン（DEDEsKEN）
- トイズマッコイ（Toys McCoy）
- ウエアハウス（Warehouse）
- ローリングダブトリオ(Rolling dub TRIO)
- ブラザーブリッジ(Brother Brigde)
- セダークレスト (Cedar Crest) by チヨダ - アメリカのテネシー州にて1925年に創業したメーカー。2005年にチヨダが買収。

### ソールメーカー
- ヴィブラム (Vibram)

イタリア人の登山家ヴィターレ・ブラマーニによって、1937年に設立されたソール会社。ヴィブラム社のゴム底ソールは、現在では登山靴やワークブーツ、紳士靴にまで幅広く使われる。世界を代表するソールブランドである。
- スペンコ (Spenco)

ウェイマン・スペンス(Wayman Spence)によって、1967年に設立されたアメリカのインソールメーカー。その性能は、ホワイツブーツ社も自社ブーツのインソールに推奨する程。インソールの他に、絆創膏や靴下も作っている。
- ハルボロラバー社 (Harboro Rubber)

英国のソール会社で、ダイナイト(Dainite)ソール（スタッドソール）や、リッジウェイソールで知られるメーカー。
- キャッツポウソール（Cat's Paw Sole）

1940年から1950年代のアメリカのワークブーツに採用されていた、キャッツポウ社製のアウトソール。ゴム製のソールに、キャッツポウドットと言われる滑り止め目的で付けられた円形の白いラバーが数個あるのが特徴。現在では、復刻でしか生産されないという幻のソール。
- ドクターソール（Dr.Sole）

これまで色々なシューズメーカーのソールを40年以上にわたり制作してきた台湾のメーカーが、2011年に立ち上げたファクトリーブランド。

## 代表的なシューケア用品・メーカー
- コロニル（Collonil） - ドイツ
- コロンブス（Columbus） - 日本
- ダスコ（Dasco） - イギリス
- キィウィ（Kiwi） - オーストラリア
- レクソル（Lexol） - アメリカ
- M.モウブレイ（M.Mowbray） - イギリス
- マスタングペースト（Mustang Paste） - 日本
- ラナパー（Renapur） - ドイツ
- サフィール（Saphir） - フランス

## 関連用語
- ブーツの製法については、靴の製法を参照。
- ブーツに用いられる革の種類については、皮革を参照。

アイレット（Eyelet）
靴紐を通す穴に取り付ける環状の金具(鳩目)のこと。ブラスやニッケルメッキのものがある。
アウトソール（Outsole）
地面に直接接触するソールの最下部。ブーツによっては貼り替えることが可能。
インソール（Insole）
ソールの最上部。履き心地を左右する。
ヴァンプ（Vamp）
ブーツの爪先、甲部分の一枚革の名称。
ウェルト（Welt）
ヴァンプとアウトソールとをステッチで縫い合わせた部分。
エンジニアブーツ（Engineer Boots）
エンジニアに用いられていた、バックル付きのベルトで固定する長靴のようなワークブーツ。スティールトゥなど安全靴に近い仕様で、今ではバイカーたちに愛されるブーツでもある。エンジニアブーツを参照。
オイルドレザー（Oiled Leather）
なめし皮にオイルを染み込ませて仕上げられた革のこと。
カウンター（Counter）
ブーツの踵部分に補強目的で貼られる革の名称。
カットオフ（Cut-Off）
ブーツのトップエンドが切りっ放しの状態、またはそのような仕様。
キャップトゥ（Cap Toe）
キャップドトゥともいわれ、保護目的でトゥ部分にもう一枚革が貼られたブーツの形状。ストレートチップのものを指す。
シャフト（Shaft）
ブーツの足首を包む部分の名称。クウォーターとも言われる。
シャンク（Shank）
ブーツ底の土踏まず部分の名称。
スティールシャンク（Steel Shank）
ソールの土踏まず部分に鉄が入っており、ブーツの型崩れ防止や歩行時の疲労軽減効果がある。
スティールトゥ（Steel Toe）
爪先を保護する目的で、トゥ部分に鉄が入っているブーツのこと。安全靴にも用いられる。
ステッチ、スティッチ（Stitch）
ブーツの革などを糸で縫い合わせた縫い目のこと。ステッチを参照。
スムースレザー（Smooth Leather）
ガラス仕上げが施された、艶のある革のこと。
ソール（Sole）
ブーツの底部分の名称。
タン（Tongue）
足の甲部を保護し、水が入るのを防ぐ目的でつけられた革のこと。舌に形が似ていることからタンと呼ばれる。別名、ガセット。
トゥ（Toe）
ブーツの爪先部分の名称。
トップエンド（Top End）
ブーツシャフトの上端部分。ロールドトップとカットオフ仕様がある。
ハイト（Height）
ブーツの高さ（丈）のこと。インチ単位で表される。
バックステイ（Backstay）
ブーツ後部の貼り革の名称。革やステッチの形状でデザイン性が左右される。
ヒール（Heel）
ブーツのソール部分で、踵下部の名称。
ヴィブラムソール（Vibram Sole）
イタリアのソール会社である、ヴィブラム（Vibram）社製のアウトソールのこと。
フィンガープルループ（Finger Pull Loop）
バックステイ上部に付けられるループ状の指掛けのこと。
フォルスタン , ファルスタン（False Tongue）
泥除けやマッドガードとも言われる、ブーツの甲部にレースを通して取り付けられる革のこと。泥や水の浸入を防ぎ、デザイン性も兼ねる。
フック（Hook）
靴紐を掛けて縛り上げるタイプの金具。ハイトの高いブーツのアイレットの代わりとして用いられる。
プレーントゥ（Plane Toe）
爪先部分が丸く平らなブーツの形状。ラウンドトゥとも言う。
ペコス（Pecos）
指賭けループがシャフトの両サイドに付けられた長靴のようなワークブーツ。農作業用に用いられた。レッドウィングのモデルの一つであるが、一般名詞化しこの形状のブーツを「ペコスタイプ（ブーツ）」と呼ぶ。
モンキーブーツ（Monkey Boots）
外羽根式のレーストゥトゥブーツのこと。正面から見るとサル（Monkey）の顔のように見えることからモンキーブーツと言われる。
ミッドソール（Midsole）
インソールとアウトソールの間のソールのこと。ミッドソールを重ねることで分厚いソールを作ることもできる。
ミンクオイル（Mink Oil）
革の乾燥防止や防水、防菌、艶出し目的などで用いられるクリームまたは油のこと。ブーツ手入れの必需品である。
モカシン（モック）トゥ（Moccasin Toe）
爪先部分にUチップが入ったブーツの形状。
ライニング（Lining）
ブーツの革の裏地、または皮の内側にもう一枚貼られる革や素材のこと。
ラフアウト（Roughout）
裏革（バックスキン）とも言い、なめし皮の裏面を用いた革のこと。一般に起毛が施されており、起毛の毛足が短いものをスエード、長いものをベロアと言う。
レース（Lace）
ブーツを締め上げる靴紐のこと。ナイロン製、革製のものがある。
レースアップブーツ（Lace-Up Boots）
紐で締め上げるタイプのブーツのこと。編上げブーツ。
レーストゥトゥ（Lace to Toe）
レースが爪先近くまで及んだブーツの形状。ホールド性が高い。
ロールドトップ（Rolled Top）
カットオフされたシャフトのトップエンドが別の革で巻かれ、保護されているブーツの仕様。
ロガーブーツ（Logger Boots）
ロガー（チェーンソーを用いて森林伐採をする職業の人）たちに用いられたブーツの総称。単にロガーブーツといっても、様々なタイプのものが存在する。
ワイズ、ウィズ（Width）
ブーツの足幅サイズのこと。AA、A、B、C、D、E、EE、EEE、EEEEワイズまで存在し、順に幅が広くなる。

## ワークブーツの一覧

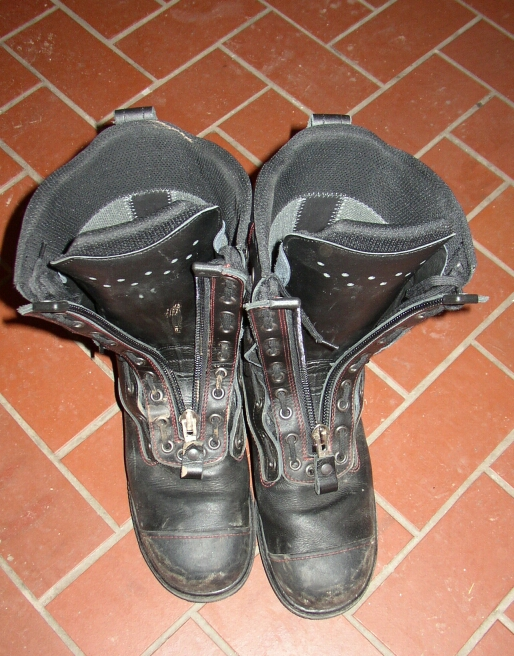
消防作業用のブーツ。靴紐を通すハトメを利用して、アタッチメント式のジッパーを取り付けている
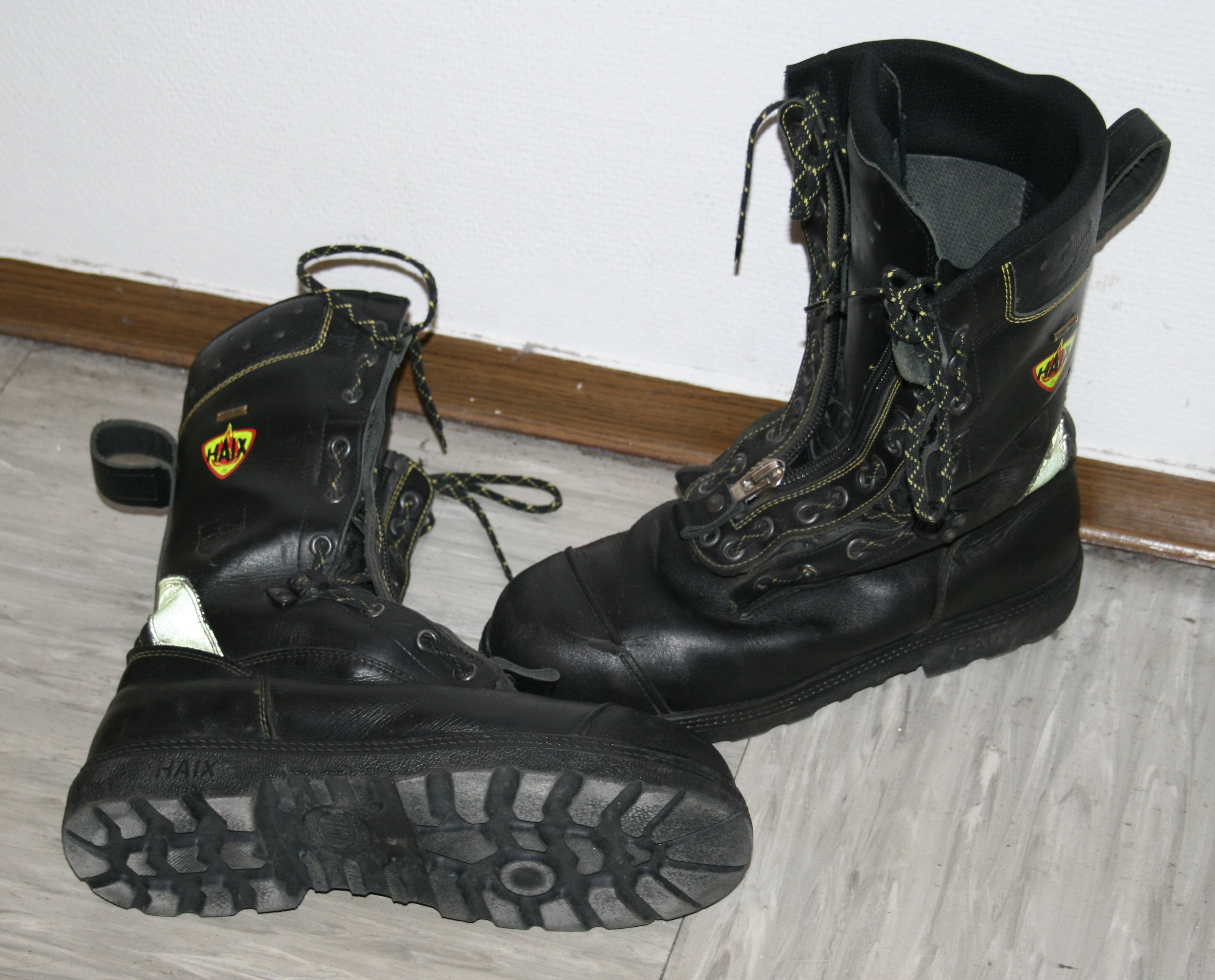
ブーツタイプの安全靴
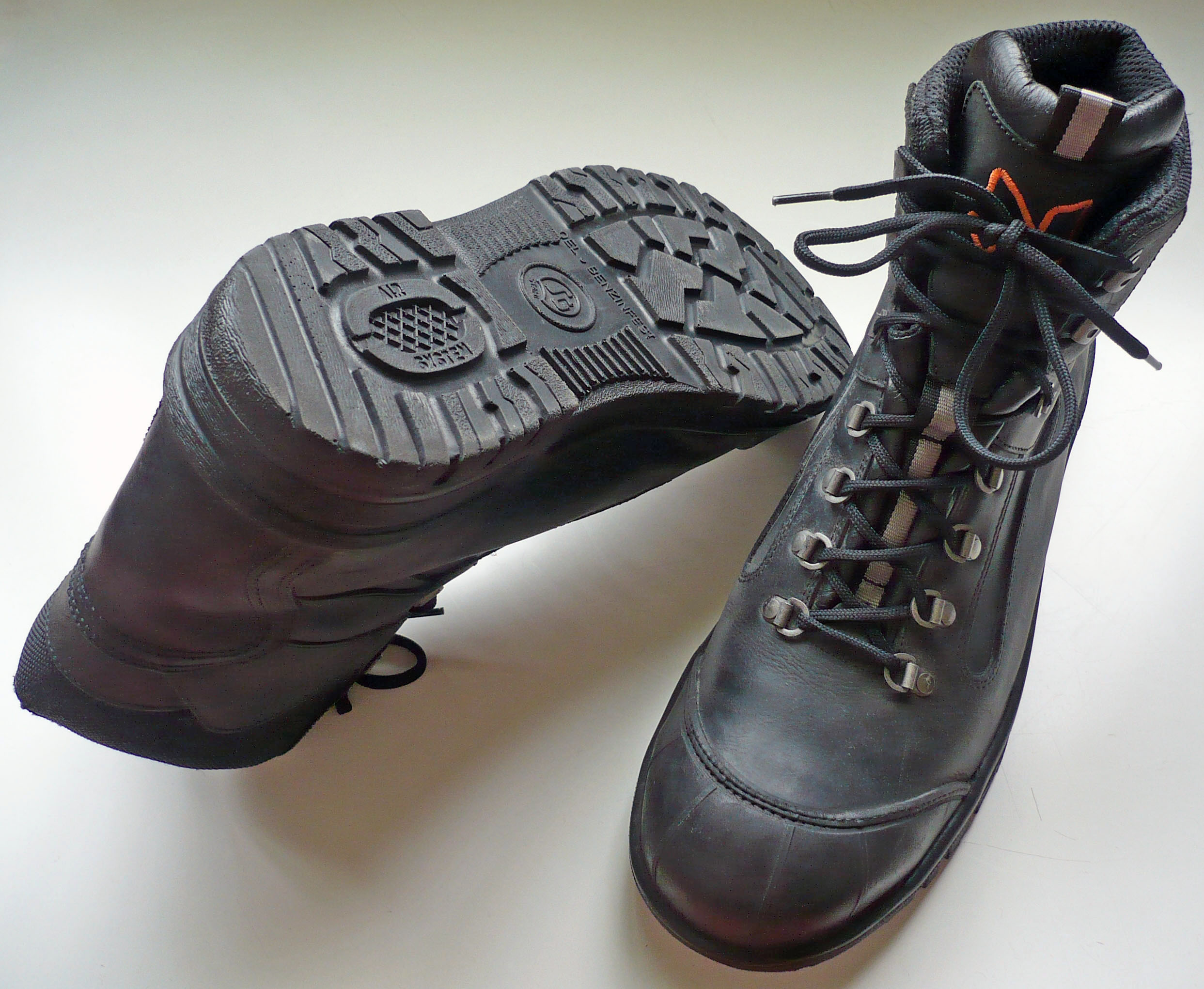
ブーツタイプの安全靴。土踏まずに耐油・耐ガソリン性があると記されている
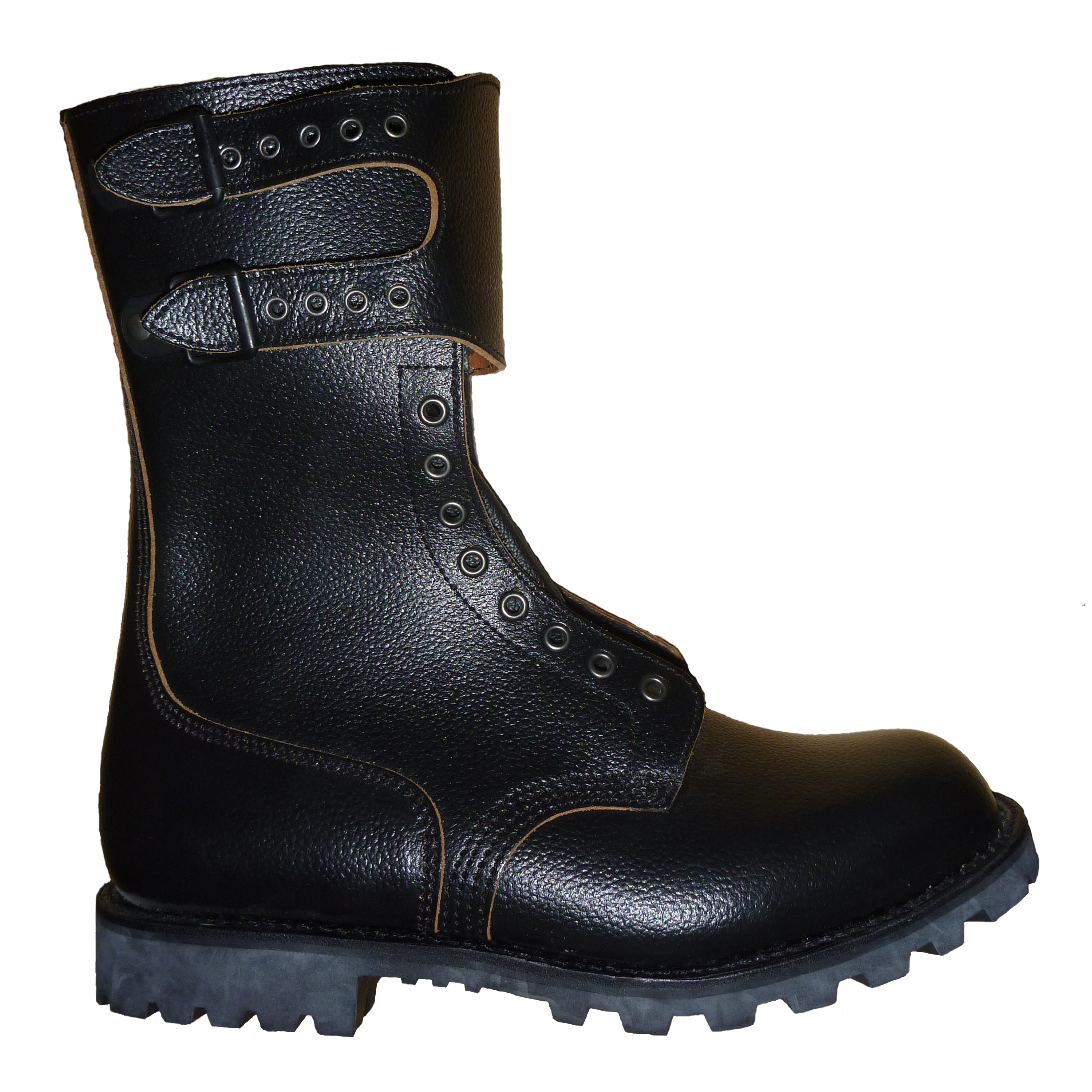
半長靴タイプの安全靴。バックル留めのレギンスも一体化されている
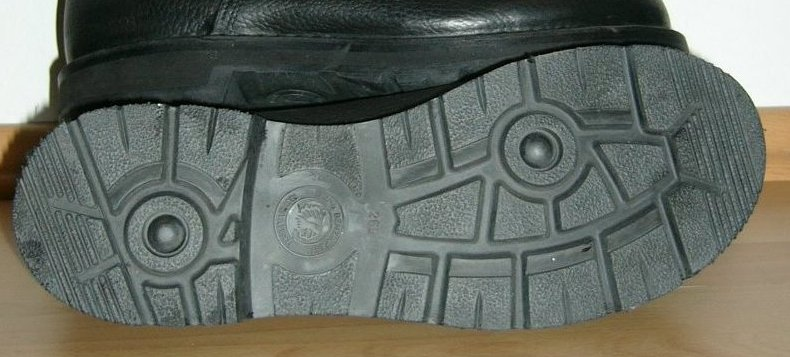
ドイツ連邦軍の戦闘ブーツ。耐久性を求められるブーツでも、プラスチックやゴムの靴底は多く採用されている
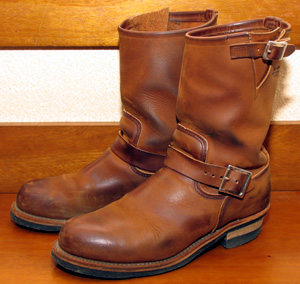
エンジニアブーツ
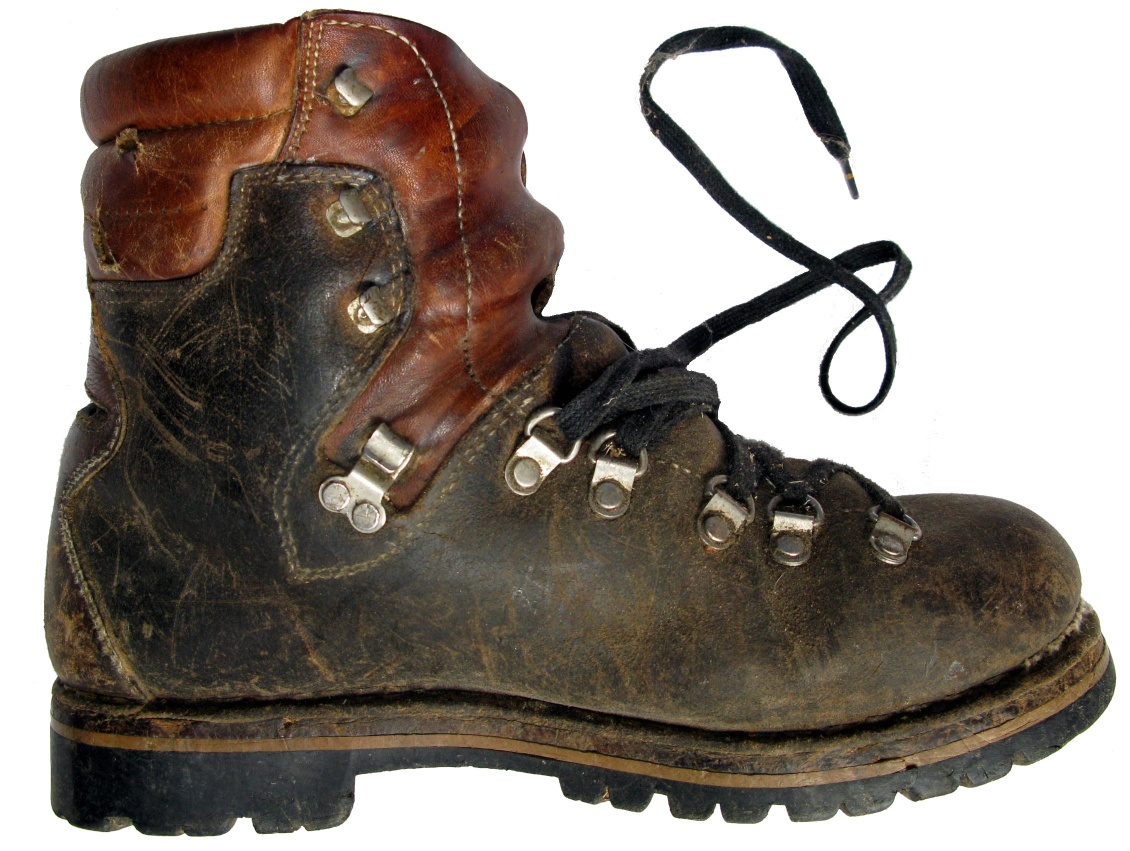
登山靴